# Saint-Martial-sur-Isop
Pour les articles homonymes, voir Saint-Martial.
Saint-Martial-sur-Isop (Sent Marçau en occitan) est une commune française située dans le département de la Haute-Vienne en région Nouvelle-Aquitaine.

## Géographie

### Localisation
La commune est limitrophe du département de la Vienne.
Le territoire de la commune est limitrophe de ceux de cinq communes :
|                             | Val-d'Oire-et-Gartempe |                        |
| Asnières-sur-Blour (Vienne) | Saint-Martial-sur-Isop | Saint-Bonnet-de-Bellac |
| Gajoubert                   | Val d'Issoire          |                        |

### Climat
Pour des articles plus généraux, voir Climat de la Nouvelle-Aquitaine et Climat de la Haute-Vienne.
Historiquement, la commune est exposée à un climat océanique limousin.
En 2020, Météo-France publie une typologie des climats de la France métropolitaine dans laquelle la commune est exposée à un climat océanique altéré et est dans la région climatique  Poitou-Charentes, caractérisée par un bon ensoleillement, particulièrement en été et des vents modérés.
Pour la période 1971-2000, la température annuelle moyenne est de 11,5 °C, avec une amplitude thermique annuelle de 14,9 °C. Le cumul annuel moyen de précipitations est de 856 mm, avec 12,1 jours de précipitations en janvier et 7,2 jours en juillet. Pour la période 1991-2020, la température moyenne annuelle observée sur la station météorologique la plus proche, située sur la commune de Val d'Issoire à 13 km à vol d'oiseau, est de 11,9 °C et le cumul annuel moyen de précipitations est de 988,9 mm,. Pour l'avenir, les paramètres climatiques de la commune estimés pour 2050 selon différents scénarios d’émission de gaz à effet de serre sont consultables sur un site dédié publié par Météo-France en novembre 2022.

## Urbanisme

### Typologie
Au 1er janvier 2024, Saint-Martial-sur-Isop est catégorisée commune rurale à habitat très dispersé, selon la nouvelle grille communale de densité à sept niveaux définie par l'Insee en 2022.
Elle est située hors unité urbaine et hors attraction des villes,.

### Occupation des sols
L'occupation des sols de la commune, telle qu'elle ressort de la base de données européenne d’occupation biophysique des sols Corine Land Cover (CLC), est marquée par l'importance des territoires agricoles (97,3 % en 2018), une proportion identique à celle de 1990 (97,3 %). La répartition détaillée en 2018 est la suivante : 
prairies (77 %), terres arables (12 %), zones agricoles hétérogènes (8,4 %), forêts (2,4 %), zones urbanisées (0,3 %). L'évolution de l’occupation des sols de la commune et de ses infrastructures peut être observée sur les différentes représentations cartographiques du territoire : la carte de Cassini (XVIIIe siècle), la carte d'état-major (1820-1866) et les cartes ou photos aériennes de l'IGN pour la période actuelle (1950 à aujourd'hui).

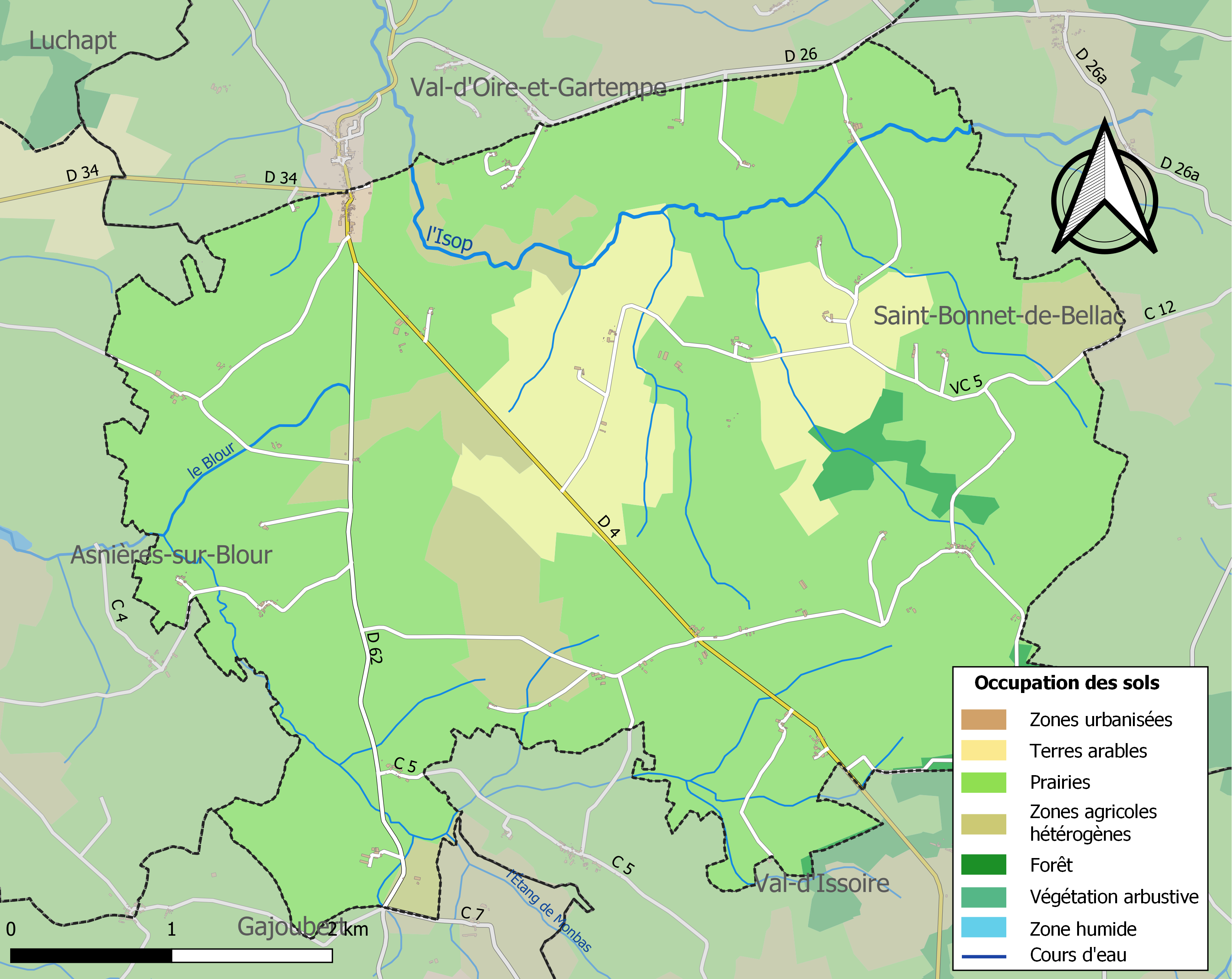
Carte des infrastructures et de l'occupation des sols de la commune en 2018 (CLC).

### Énergie
Une centrale d'éoliennes de six machines de 200 m de haut est en fonction depuis 2019. En partie elle est située sur la commune de Saint-Bonnet-de-Bellac.

### Risques naturels et technologiques
Le territoire de la commune de Saint-Martial-sur-Isop est vulnérable à différents aléas naturels : météorologiques (tempête, orage, neige, grand froid, canicule ou sécheresse) et séisme (sismicité faible). Il est également exposé à un risque technologique, le transport de matières dangereuses, et à un risque particulier : le risque de radon. Un site publié par le BRGM permet d'évaluer simplement et rapidement les risques d'un bien localisé soit par son adresse soit par le numéro de sa parcelle.

#### Risques naturels

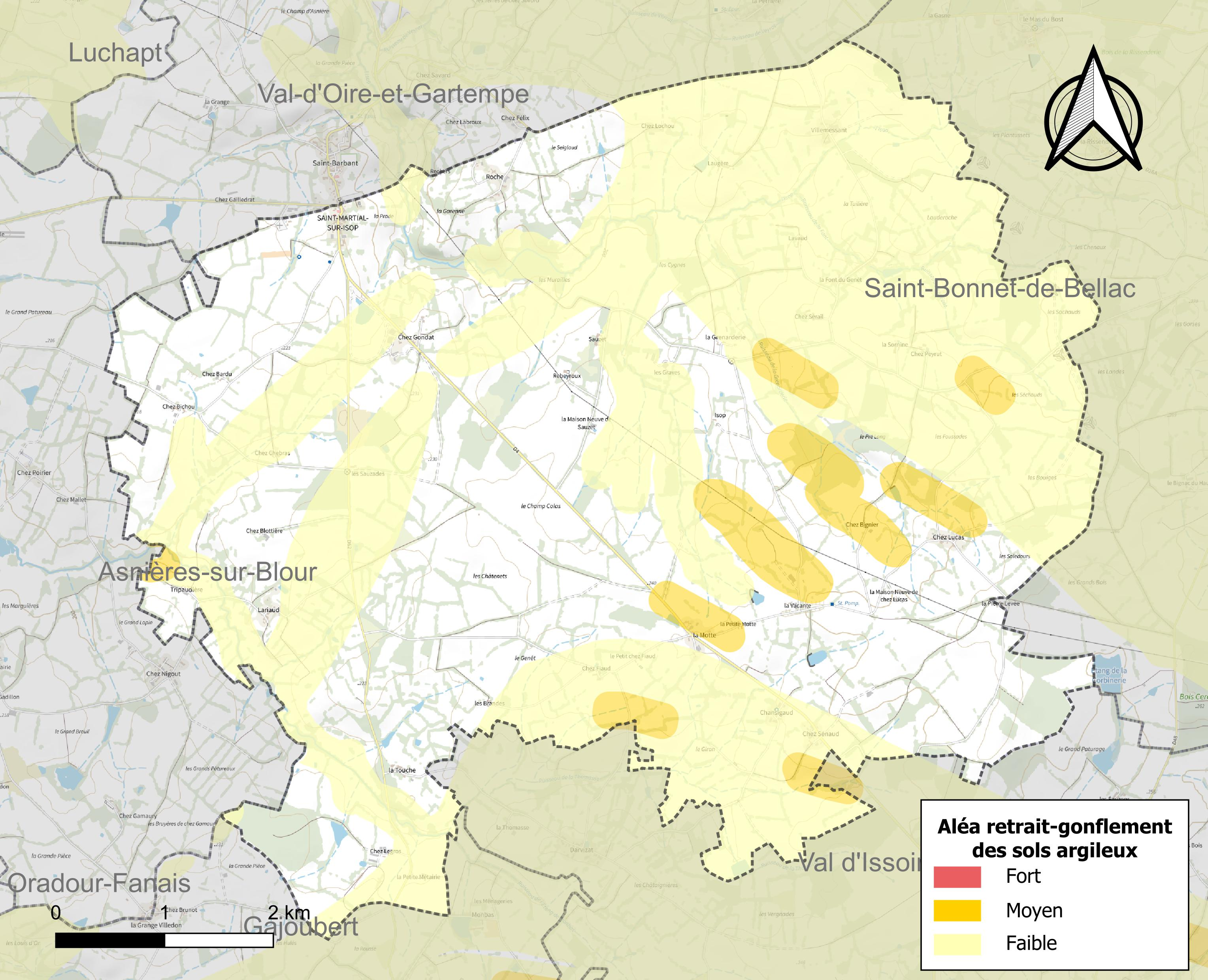
Carte des zones d'aléa retrait-gonflement des sols argileux de Saint-Martial-sur-Isop.

Le retrait-gonflement des sols argileux est susceptible d'engendrer des dommages importants aux bâtiments en cas d’alternance de périodes de sécheresse et de pluie. 5,9 % de la superficie communale est en aléa moyen ou fort (27 % au niveau départemental et 48,5 % au niveau national métropolitain). Depuis le 1er octobre 2020, en application de la loi ÉLAN, différentes contraintes s'imposent aux vendeurs, maîtres d'ouvrages ou constructeurs de biens situés dans une zone classée en aléa moyen ou fort,.
La commune a été reconnue en état de catastrophe naturelle au titre des dommages causés par les inondations et coulées de boue survenues en 1982 et 1999 et par des mouvements de terrain en 1999.

#### Risque particulier
Dans plusieurs parties du territoire national, le radon, accumulé dans certains logements ou autres locaux, peut constituer une source significative d’exposition de la population aux rayonnements ionisants. Selon la classification de 2018, la commune de Saint-Martial-sur-Isop est classée en zone 3, à savoir zone à potentiel radon significatif.

## Histoire
La légende locale dit que  sa proximité au village voisin de Saint-Barbant est due à l'expansion du diocèse de Poitiers, la nouvelle limite du diocèse partageant le village en deux. Les villageois du comté de Poitiers ont alors jeté un marteau du haut du clocher de l'église de Saint Martial et ont construit leur église là où le marteau a atterri, qu'ils nommèrent Saint-Barbant. La légende était douteuse car l'église de Saint Martial est plus récente que celle de Saint Barbant, mais des rénovations récentes ont permis de découvrir une crypte romaine sous l'église. Cette découverte confirme que le village était fondé avant le village de Saint-Barbant et pourrait confirmer la légende.
De septembre 1939 à août 1940, la commune a accueilli des réfugiés alsaciens de Seltz.

## Politique et administration
| Période                                  | Période   | Identité           | Étiquette | Qualité |
| ---------------------------------------- | --------- | ------------------ | --------- | ------- |
| avant 1981                               | Mars 2001 | Roger Bardeau      | PCF       |         |
| mars 2001                                | 2014      | Damien Coquelet    |           |         |
| 2014                                     | En cours  | Pierre Bachellerie |           |         |
| Les données manquantes sont à compléter. |           |                    |           |         |

## Population et société

### Démographie
L'évolution du nombre d'habitants est connue à travers les recensements de la population effectués dans la commune depuis 1793. Pour les communes de moins de 10 000 habitants, une enquête de recensement portant sur toute la population est réalisée tous les cinq ans, les populations de référence des années intermédiaires étant quant à elles estimées par interpolation ou extrapolation. Pour la commune, le premier recensement exhaustif entrant dans le cadre du nouveau dispositif a été réalisé en 2008.

En 2022, la commune comptait 146 habitants, en évolution de +8,15 % par rapport à 2016 (Haute-Vienne : −0,68 %, France hors Mayotte : +2,11 %).
| 1793 | 1821 | 1831 | 1836 | 1841 | 1846 | 1851 | 1856 | 1861 |
| ---- | ---- | ---- | ---- | ---- | ---- | ---- | ---- | ---- |
| 532  | 622  | 680  | 671  | 659  | 641  | 623  | 627  | 651  |

| 1866 | 1872 | 1876 | 1881 | 1886 | 1891 | 1896 | 1901 | 1906 |
| ---- | ---- | ---- | ---- | ---- | ---- | ---- | ---- | ---- |
| 634  | 628  | 618  | 596  | 622  | 620  | 637  | 633  | 648  |

| 1911 | 1921 | 1926 | 1931 | 1936 | 1946 | 1954 | 1962 | 1968 |
| ---- | ---- | ---- | ---- | ---- | ---- | ---- | ---- | ---- |
| 631  | 587  | 523  | 505  | 507  | 487  | 431  | 349  | 266  |

| 1975 | 1982 | 1990 | 1999 | 2006 | 2008 | 2013 | 2018 | 2022 |
| ---- | ---- | ---- | ---- | ---- | ---- | ---- | ---- | ---- |
| 217  | 185  | 156  | 126  | 135  | 138  | 135  | 138  | 146  |

Sa population de 137 habitants sur 23,44 km2 lui donne une densité de population très basse, de seulement 5,8 habitants/km2.
La population a, pendant les années 2000, augmenté lentement grâce à l'immigration britannique comme la majorité des villages de sa région. Ce flux a ralenti dans les dernières années. En 2021, la commune compte 36,4 % d'étrangers.
Il était estimé en 2007, que le village était fait de 133 logements dont seulement 64 principaux, et 40 vacants.

## Culture locale et patrimoine

### Lieux et monuments
L'église Saint-Martial de Saint-Martial-sur-Isop est d'origine médiévale et fut restaurée en 2004, la crypte romaine qui se situe en dessous de l'église avec une source qui fut utilisée pour baptiser les croyants. Saint Martial est aussi l'une des rares communes à ne pas avoir une statue pour son monument aux morts mais une peinture datant de 1921 de Jean-Cyprien Teilliet qui est accrochée au fond de l'église. D'après la tradition la peinture lui fut commandé par un de ses amis, le curé du village et payé 1000 francs par subvention de l'État et souscription locale.
La région autour du village est très boisée avec un réseau très dense de chemins ruraux et un parcours pédestre de sept kilomètres autour du site classé des rochers de l'Isop.

## Pour approfondir